# Cricotopus bergensis
Cricotopus bergensis är en tvåvingeart som beskrevs av Freeman 1954. Cricotopus bergensis ingår i släktet Cricotopus och familjen fjädermyggor. Inga underarter finns listade i Catalogue of Life.